# アブラハム・アンヘル
アブラハム・アンヘルとして知られるアブラハム・アンヘル・カルド・ヴァルデス（Abraham Ángel、Abraham Ángel Card Valdés、1905年3月7日 - 1924年10月27日）は、メキシコの画家である。19歳でコカインの過剰摂取で死亡したが、肖像画や風景画など約20点の独特なスタイルの作品を残した。

## 略歴
メヒコ州のエル・オロ・デ・イダルゴ(El Oro de Hidalgo)で生まれた。父親はスコットランドかウェールズ出身の鉱夫のEdward Card Burke (イギリスでの姓は、Carthburke Beedgar)であり、5人兄弟の末子であった。父親は金や銀を採掘して稼ごうとして家族を置いて、メキシコ各地を転々とし、メキシコのシナロア生まれの母親も子供たちを残して、殆ど家族のところへ帰ることの無かった父親のもとに移った。
一家の長となった兄とともに、アブラハム・アンヘルはプエブラに移り、そこで暮らしていたが、11歳の時に、メキシコシティに移り、母親や姉と兄と暮らした。16歳で絵を学ぶために、国立美術アカデミー（Academia Nacional de las Nobles Artes、かつてはアカデミア・デ・サン・カルロスとして知られていた。）に入学することを兄に反対され、家族から絶縁される事になり、その後は姓のカルド・ヴァルデスを用いず、アブラハム・アンヘルの名前で活動することになった。
この頃には、画家のマヌエル・ロドリゲス・ロサノ(Manuel Rodríguez Lozano: 1896-1971)と同性愛の関係になったとされ、アブラハム・アンヘルはロドリゲス・ロサノの家に住み、彼からメキシコの美術指導者アドルフォ・ベスト・マウガルド(Adolfo Best Maugard: 1891-1964)に影響を受けたスタイルの絵画を教えられた 。
1年ほどたった後、ロドリゲス・ロサノが別の若い芸術家のフリオ・カステリャノス(Julio Castellanos González: 1905-1947)とより親密に付き合うようになった。1924年10月に、アブラハム・アンヘルはコカインの過剰摂取で死亡しているのが発見された。事故であったか自殺であったかは、確定していない。
約20点の独特なスタイルの肖像画や風景画などが残されている。

## 作品

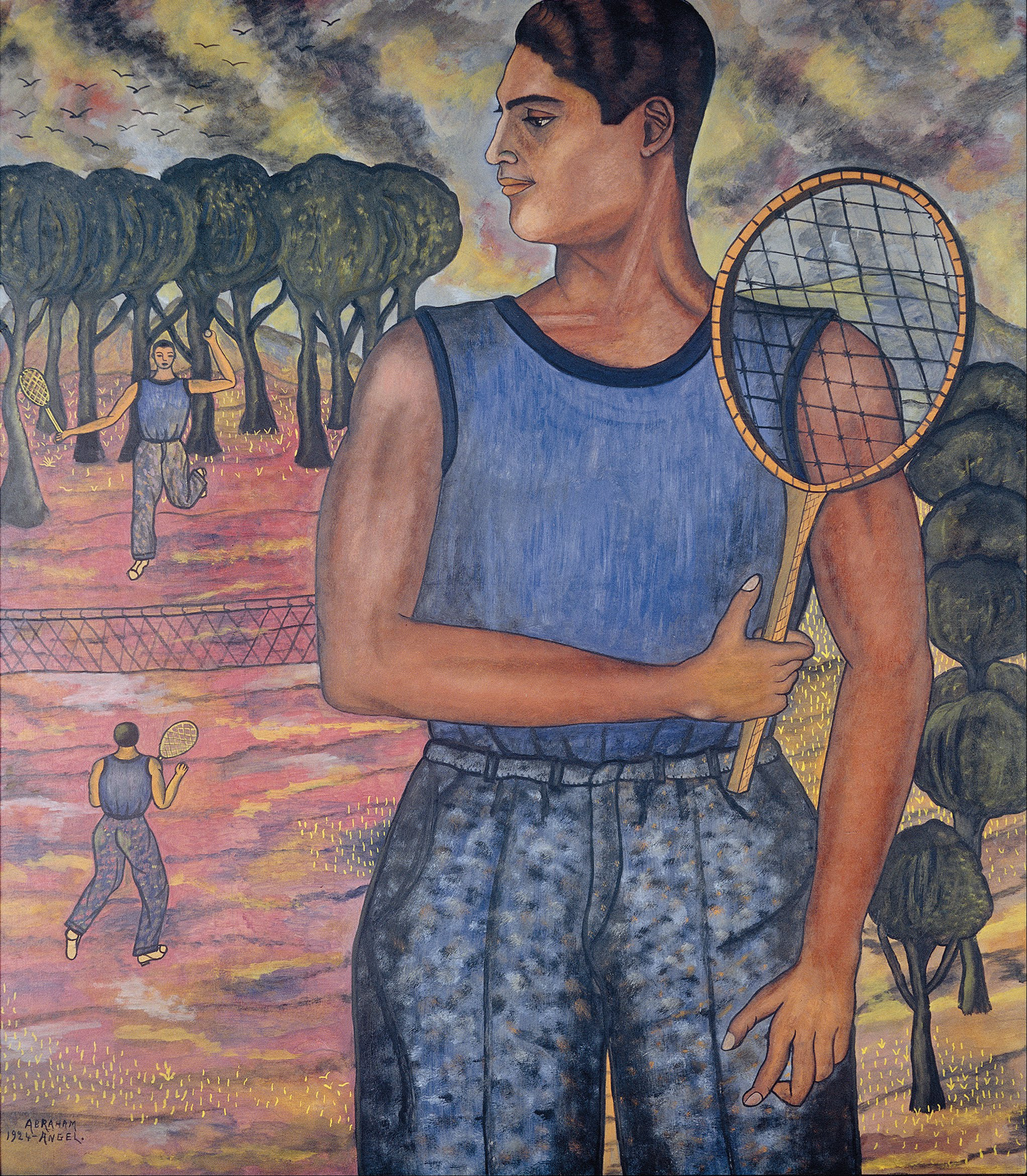
"Portrait of Hugo Tilghman (The Tennis Player)"、(1924) メキシコ国立美術館蔵
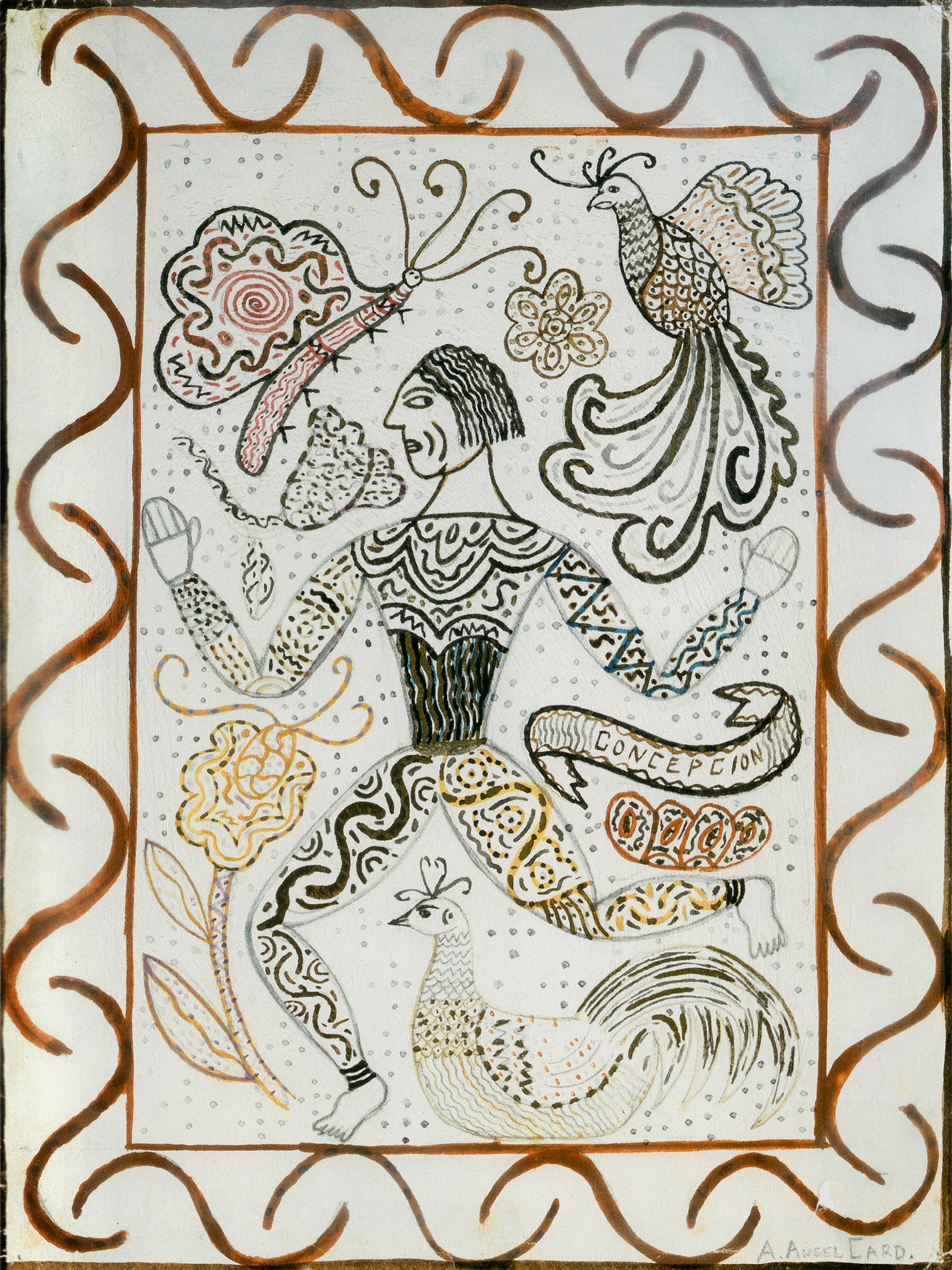
"Concepción" (1921)